# НИИМосстрой
ОАО «НИИМосстрой» — открытое акционерное общество (ОАО «НИИМосстрой»), на сегодняшний день является головным научно-исследовательским институтом строительного комплекса города Москвы, который занимается высокопродуктивной инновационной деятельностью, направленной на разработку и внедрение прогрессивных строительных технологий, материалов, изделий и конструкций для Москвы и регионов. В списке объектов, на которых воплотились в жизнь результаты инновационных решений специалистов ОАО «НИИМосстрой»: Большой Кремлёвский Дворец, Никольская башня, новая Олимпийская деревня, Третье транспортное кольцо, Малый театр, Третьяковская галерея, Таможенный двор, дом Пашкова, Научная библиотека МГУ, Храм Христа Спасителя, Центральный выставочный зал «Манеж», усадьба Царицыно, многие высотные комплексы, транспортные развязки и тоннели, городские дороги, новые типовые серии домов.

## История
Научно-исследовательский институт московского строительства («НИИМосстрой») создавался на базе уже существовавших научно-исследовательских лабораторий по крупнопанельному и крупноблочному строительству, дорожно-строительным материалам и конструкциям, а также лабораторий трестов «Строитель», «Мосстрой-14» и «Мосотделстрой −4».
Первым директором «НИИМосстрой» был Виктор Алексеевич Вольнов (1956—1962 гг.). В последующие годы институтом руководили Михаил Григорьевич Локтюхов (1963—1975 гг.), Владимир Маркович Гольдин (1975—1980 гг.), Евгений Дмитриевич Белоусов (1980—2002 гг.), Владимир Аркадьевич Устюгов (2003—2011 гг.), Олег Федорович Шахов (сентябрь 2011 г.), Михаил Петрович Буров (2011—2014). В настоящее время ГУП «НИИМосстрой» возглавляет Малютин Сергей Викторович.
В соответствии с приказом начальника Главмосстроя В. Ф. Промыслова от 5 мая 1956 г. № 145 «Об образовании научно-исследовательского института Главмосстроя» основными научными направлениями «НИИМосстрой» были вопросы индустриализации строительства, передовой технологии строительно-монтажных работ, новых прогрессивных конструкций и экономики строительства. Вначале институт разместился в здании на углу Ленинского и Ломоносовского проспектов, а в 1958 году ему передали территорию бывшего ДОКа по Винницкой улице, где построили лабораторные корпуса и административное здание.
Появились 14 лабораторий по основным направлениям строительной деятельности, а также экспериментальная база, что позволило основательно заниматься научными разработками и внедрением их в практику. Это строительство дорог, подземных сооружений, фундаментов; механизация, отделочные, кровельные, санитарно-технические и электромонтажные работы; герметизация, теплофизические методы исследований, производственные испытания, экономика, организация и технология строительства. В те годы в «НИИМосстрое» плодотворно трудились такие известные учёные, как: Р. Е. Брилинг, К. Ф. Фокин, К. П. Кашкаров, И. А. Физдель, Б. Я. Ионас, С. Д. Дубровкин, Л. С. Аксельрод, Г. В. Винч, В. М. Сахаров, А. А. Каширский и др.
Переход к полносборному домостроению с изготовлением основных конструктивных элементов зданий в заводских условиях поставил перед коллективом задачу оценки прочностных и теплофизических характеристик конструкций. Вскоре вырос корпус для испытаний крупногабаритных элементов зданий. Были установлены мощная силовая плита, тысячетонный пресс, разрывные машины, специальные стенды и другое оборудование.
В этот период разворачивается научно-исследовательская деятельность во всех направлениях — от фундаментов до крыш: конструкция и отделка сантехкабин, отделка фасадов полимерными материалами, изготовление труб большого диаметра для водостоков и канализации, активно идет разработка плит перекрытий, трёхслойных стеновых панелей, объемных элементов балконов, лоджий, эркеров и т. д. Научные исследования были тесно связаны с практическими и экономическими проблемами развития строительства и строительной индустрии, вопросами хозяйственного расчёта, рентабельности
В 60-е годы в институте начинают активно развивать внедрение в производство принципиально новых строительных материалов и изделий, создаются новые прогрессивные технологии и методы производства работ. На базе существовавших тогда средств связи и электронно-вычислительной техники была разработана автоматизированная система управления строительством (АСУС), создана единая система электронной информации. Тогда же в «НИИМосстрой» совместно с Минхимпромом СССР была впервые создана программа химизации строительства.
К. Ф. Фокин и Р. Е. Брилинг — основатели отечественной школы строительной теплофизики, разрабатывают первые нормы строительной теплофизики, выполняют новаторские исследования воздухопроницаемости, миграции влаги в строительных материалах при положительной и отрицательной температуре.
Развитие в промышленности сборного железобетона потребовало разработки приборов для оценки прочности бетона в железобетонных изделиях. И. А. Физделем была создана научная школа по проведению обследований зданий, находящихся в аварийном состоянии, он являлся автором шарикового молотка для определения неразрушающим методом прочности бетона в конструкции. В эти годы институт играл большую роль по совершенствованию хозяйственного механизма в строительстве. Важно одно — институт стал подлинным научным центром, исследовательской базой для всех видов строительных, отделочных, дорожных работ, ведущихся в то время и Единственным в своем роде в стране. Значительное для института событие в 70-е годы — участие в строительстве объектов Московской Олимпиады. Это стало серьёзным экзаменом на зрелость для всех подразделений института, и они его выдержали.
Сохраняя сложившиеся традиции и партнёрские связи с проектными и производственными организациями столицы, «НИИМосстрой» и сегодня продолжает разрабатывать новые технологии с применением современных материалов и конструкций. В институте работают крупные специалисты, руководители научных направлений Ю. Ф. Бирулин, Л. В. Городецкий, Б. В. Ляпидевский, И. А. Румянцева, В. Л. Кубецкий, Г. П. Васильев и другие. «НИИМосстрой» оснащен современным оборудованием, что дает возможность проводить любые исследования и испытания строительной продукции. За 56 лет за внедренные на строительстве города разработки получено более 350 авторских свидетельств. Трудно перечислить все объекты Москвы, в создании которых участвовал институт. Среди них — новая Олимпийская деревня, комплекс «Золотые Ключи», реконструкция Ленинского проспекта, Третье транспортное кольцо и т. д.
Особое внимание уделяется вопросам энергосбережения. Проведен комплекс исследований панелей наружных стен, найдены новые конструктивные решения, позволяющие выполнять требования по теплозащите и московских норм (МГСН 2.01.93), и федеральных (СНиП П-3-79). Новая конструкция стеновых панелей, которая запатентована, обеспечивает увеличение сопротивления теплопередаче в 2,5 — 3 раза, причём их изготавливают на существующих формах. Институт участвует в совершенствовании архитектурно-планировочных решений крупнопанельных жилых домов типовых серий. Осуществляет научное сопровождение модификаций зданий, разработанных «МНИИТЭП» и ОАО «Моспроектом-2». Совместно с ДСК-1 проводит исследования по созданию нового поколения домов серии «Ю» (Юбилейный), отвечающих современным требованиям и характеризующихся повышенной комфортностью квартир.
Дела и планы «НИИМосстроя» неразрывно связаны с обновлением столицы. И сегодня, спустя 56 лет, в непростых условиях по-прежнему он нацелен на создание передовых методов строительства, новейших материалов и конструкций.
На протяжении всей истории развития НИИ московского строительства в разные годы с ним активно сотрудничали известные учёные в области строительства и строительной индустрии: Б. С. Ухов, Н. А. Стрельчук, Н. Н. Абрамов, Н. А. Цытович, В. Н. Байков, И. Х. Костин, А. К. Шрейбер, Ю. Б. Монфред, Н. А. Попов, Ю. М. Баженов, Ю. П. Горлов, В. А. Китайцев, А. В. Волженский и другие.

## Разработки
Институтом разработаны технико-экономические обоснования для организации ряда трубозаготовительных производств в Москве. При научно-техническом сопровождении института «НПО Пластик» освоил выпуск канализационных напорных труб из поливинилхлорида, Филёвский монтажный завод — канализационных трубозаготовок и фасонных частей из ПВХ, ЗАО «Мосфлоулайн»- трубоизделий с теплоизоляцией в полиэтиленовой оболочке, МОЭТЗК — труб с антикоррозионным полиэтиленовым покрытием, ЗАО «НПО Стройполимер» — канализационных напорных труб из полипропилена, ЗАО «Полимердеталь» — канализационных колодцев из полиэтилена.
Институтом в содружестве с МНИИТЭПом и домостроительными комбинатами создана конструкция трёхслойных стеновых панелей на «гибких» (металлических) связях, обеспечивающая более высокие теплотехнические характеристики по сравнению с применявшимися ранее панелями для наружных стен. В 80-е годы домостроительные комбинаты перешли на производство таких панелей и строили из них дома.
Затем было предложено более совершенное конструктивное решение панелей на дискретных связях в виде железобетонных шпонок. Без замены существующего парка форм все заводы крупнопанельного домостроения перешли на выпуск трёхслойных панелей для наружных стен с дискретными связями. Такие панели имели теплотехнические показатели, отвечающие требованиям 1-го этапа Московских городских строительных норм.
Проведенные институтом комплексные исследования панелей наружных стен позволили создать новые конструктивные решения и выполнить требования по теплозащите как московских норм (МГСН 2.01-93), так и федеральных — СНиП П-3-79. Такая конструкция стеновой панели обеспечивает увеличение сопротивления теплопередаче в 2,5-3 раза. Панели предназначены для домов массовых серий П 44, КОПЭ, которые строятся в Москве.
По техническим рекомендациям института выполняется герметизация стыков наружных стеновых панелей полносборных зданий с применением комплексных систем долговечных материалов, обеспечивающих качественное производство работ. Институтом разработаны и переданы домостроительным комбинатам технические рекомендации и регламенты по выполнению герметизационных работ и осуществлению контроля качества.
Одним из основных направлений деятельности «НИИМосстроя» является создание материалов и технологий для выполнения отделочных работ. За разработки в этой области институт был награждён 50 медалями ВДНХ СССР. В настоящее время ведущие производственные предприятия Москвы (СКиМ, Подольский завод ЛКМ, «Оливеста» и др.) используют созданные институтом материалы и технологии.
Используя разработки института, домостроительные комбинаты (ДСК № 2, ДСК № 3 и ДСК № 5) перешли на окрашивание наружных стеновых панелей в заводских условиях, что позволило отказаться от применения керамической плитки и обеспечить существенный экономический эффект.
ДСК № 1 производит окраску наружных стеновых панелей в условиях строительной площадки по технологии, рекомендованной «НИИМосстроем».
Институтом предложен декоративный фактурный состав «Интеко» для окрашивания зданий, фасады которых выполнены из терразитовой штукатурки. Именно такие фасады имеют 30 % зданий, составляющих историческую застройку Москвы. Разработанные составы и технология позволяют сохранить первозданный облик зданий. Технология была применена при обновлении «Дома на набережной» (ул. Серафимовича, 2).
Разработки «НИИМосстроя» применялись при ремонте и реставрации уникальных зданий Москвы: Сенат, Кремль, Дом Пашкова, ГУМ, объекты обеих Олимпийских деревень и др.
Создана технология удаления высолов с фасадов зданий, которая успешно применена на объектах «Золотые ключи», театр «Эрмитаж», Новая Олимпийская деревня и др.
По заданию Правительства Москвы разработана система наружнего утепления «Синтеко» с использованием отечественных материалов, выпускаемых предприятиями Москвы, что на 30 % снизило стоимость работ.
Разработки института в области создания отделочных материалов и технологий нашли применение во многих регионах России (Чукотский автономный округ, Саха-Якутия, города Калининград, Мурманск, Норильск, Новосибирск и др.) и странах СНГ (Азербайджан, Армения, Таджикистан и др.).
Институтом проводятся исследования и испытания новых конструкций пластмассовых окон, теплозащитные свойства которых повышаются различными техническими приёмами в конструкции профилей и стеклопакетов. Особое внимание уделяется процессу монтажа окон. Для их заделки применяются однокомпонентные пенополиуретановые составы отечественного производства, не уступающие по своим свойствам зарубежным аналогам.

## Структура института

### Центры
- Центр сертификации продукции и систем менеджмента качества

- Испытательно-исследовательский Центр строительных материалов, изделий и конструкций
- Центр мониторинга строительства зданий и сооружений, оснований и фундаментов
- Центр энергосбережения и эффективного использования энергии в строительном комплексе Москвы
- Центр дополнительного профессионального образования строителей

### Лаборатории
- Лаборатория дорожного строительства
- Лаборатория теплозвукоизоляции и микроклимата зданий
- Лаборатория долговечности строительных материалов и герметизации
- Лаборатория инженерного оборудования
- Лаборатория отделочных работ
- Лаборатория сборного домостроения
- Лаборатория научно-технической политики в строительной отрасли г. Москвы

### Отделы
- Отдел метрологической службы
- Отдел научно-технической информации

## Состав ученого совета
1. Нам Анастасия Сергеевна, Генеральный директор ОАО «НИИМосстрой»  — председатель.
2. Васильев Г. П., доктор технических наук — заместитель председателя
3. Коровяков В. Ф., доктор технических наук — заместитель председателя
4. Кубецкий В. Л., доктор технических наук — заместитель председателя
5. Заикина А. С., кандидат технических наук — и. о. ученого секретаря
6. Андрианова Ю. Р., кандидат технических наук
7. Афанасьева В. Ф., кандидат технических наук
8. Бега Р. И., кандидат технических наук
9. Воропаева Р. И.
10. Городецкий Л. В., кандидат технических наук
11. Косинец Л. Н.
12. Кудрявцева Г. Д., кандидат технических наук
13. Личман В. А., кандидат физико-математических наук, МГУ
14. Ляпидевский Б. В., кандидат технических наук
15. Руденский А. В., доктор технических наук
16. Румянцева И. А., кандидат технических наук
17. Серебренникова Н. Д., кандидат технических наук
18. Федченко Е. В.
19. Шерстнева В. К.

## Публикации

### Статьи опубликованные ОАО «НИИМосстроем» в 2006 году
- Отдел сметного ценообразования в строительстве. Абрамов Э. С. Хранители цен «Столичный стиль», № 8, 2006
- СКБ. Грищенко В. А. Творческая атмосфера поиска «Столичный стиль»,№ 8,2006 и Грищенко В. А. Подъёмник фасадный ПФ 100—300
- Отдел научно-технической информации. Шерстнева В. К. Информационное поле «Столичный стиль», № 8, 2006
- Лаборатория экономико-аналитического сопровождения деятельности строительного комплекса. Хоменков А. С. Архитектура экономических реформ «Столичный стиль», № 8, 2006
- Отдел мониторинга строительства. Митин А. Г. На страже качества «Столичный стиль», № 8, 2006 и Митин А. Г. На высоком уровне «Строительство», № 10,2006
- Лаборатория комплексного контроля качества строительства. Никитин В. В. Контролеры качества «Столичный стиль», № 8,2006
- Лаборатория долговечности строительных материалов и герметизации. Коровяков В. Ф., Серебренникова Н. Д., Сомова Л. А. Исследование долговечности пористых уплотнительных прокладок типа ПСУЛ для монтажных швов узлов примыканий оконных блоков. "Светопрозрачные конструкции", № 1-2006.
- Отдел метрологической службы. Косинец Л. Н. Пути совершенствования дозирования бетонной смеси «Строительные материалы», № 10,2006 и Косинец Л. Н. Точность — вежливость метрологов «Столичный стиль», № 8,2006 и Косинец Л. Н. Метрологическое обеспечение строительного комплекса.

- Лаборатория тепло- звукоизоляции. Румянцева И. А. Профессиональная аттестация рабочих и инженерных работников по монтажу оконных и дверных блоков. «Окна. Двери. Фасады», № 1-2006, Румянцева И. А. Москва будет обучать, аттестовать и вести реестр монтажников окон «Окна и двери», № 2-3,2006, Курилюк И. С. Результаты испытаний монтажных швов примыканий оконных блоков к стеновым проемам «Окна. Двери. Фасады», № 1,2006; «Техническая информация», № 1,2006, Румянцева И. А. Сохраняя тепло и комфорт, «Столичный стиль»,№ 8,2006, Румянцева И. А. Основные эксплуатационные показатели строительного поликарбоната и его применение

Сб. трудов 3-й международной конференции «Поликарбонат — 2006». М.,2006
- Испытательная лаборатория строительных материалов и конструкций. Андреев Е. И., Семенов А. С. Герметизирующие композиции для санации трещин асфальтобетонных покрытий автомобильных дорог

«Петербургский строительный рынок», № 4,2006, Краса О. Б. Сначала испытать, а потом внедрять «Столичный стиль»,№ 8,2006

### Статьи опубликованные ОАО «НИИМосстроем» в 2008 году
- Центр мониторинга строительства Митин А. Г., Иванова И. С., Попова В. В. Под постоянным контролем «Сборник технической информации», № 2, 2008
- Испытательная лаборатория строительных материалов и конструкций Е. А. Макишева, Добавка «Полипласт СП СУБ» для самоуплотняющихся бетонов «Технологии бетонов», № 7,2008
- Лаборатория физико-химических испытаний цементов Мошковская С. В., Юмашева Т. А., Хрипакова Ю. В., Зимина Н. С.

Новая лаборатория физико-химических испытаний цементов по ГОСТ 31108-2003
«Строительные материалы», № 8,2008
- Отдел метрологической службы Косинец Л. Н. О достоверности результатов механических испытаний строительных материалов

«Сборник технической информации», № 1, 2008
- Центр комплексного обеспечения безопасности высотных и уникальных объектов Петров В. Г., Петров В. Г. Безопасность (интервью) «Столичный стиль», № 4-5, 2008

Петров В. Г., Разработка мероприятий по противодействию террористическим актам в ходе градостроительной деятельности
«Жилищное строительство» № 8,2008
- Лаборатория сборного домостроения Бирулин Ю. Ф., Сборные дома (интервью) «Столичный стиль», № 4-5, 2008, Тарасов А. С., Чистов Ю. Д. Энергоэффективные технологии фосфогипсобетона, «Строительные материалы», № 5,2008
- Лаборатория научно-технической политики в строительной отрасли Андрианова Ю. Р., Модифицированный феноло-формальдегидный пенопласт — возможности расширения областей применения, «Строительные материалы», Коровяков В. Ф., Заикина А. С.

Влияние качества исходных компонентов на свойства сухих строительных смесей, «Строительство — формирование среды жизнедеятельности»: Науч. тр.- М.,2008
- СКБ Грищенко В. А. Линия по отделке наружных панелей, Грищенко В. А., Кузнецов В. А., Установка стендовая по производству объемных блоков дымоудаления, Грищенко В. А., Монастырских Д. В., Модернизация машины для очистки форм, Колпаков В. П., Подъёмник фасадный ПФ 100—300, Грищенко В. А., Колпаков В. П., Кран башенный КБ-515.06А, Грищенко В. А., Кузнецов В. А.

Установка стендовая по производству объемных блоков дымоудаления, «Сборник технической информации», № 1, 2008, Грищенко В. А., Монастырских Д. В., Модернизация машины для очистки форм, «Сборник технической информации», № 2, 2008, Грищенко В. А., Поляков Л. Н., Устройство для крепления башенного крана к строящемуся зданию
- Лаборатория долговечности строительных материалов и герметизации Серебренникова Н. Д., Наумов П. П., Исследование совместимости герметиков с декоративными фасадными окрасочными составами, «Сборник технической информации», № 1, 2008, Серебренникова Н. Д., Герметики: контроль необходим! «Строительство», № 9, 2008
- Центр энергосбережения Васильев Г. П., Комментарий к статье «Об эффективности использования теплонасосных установок»,

«Энергосбережение», № 3, 2008, Васильев Г. П. Энергосбережение (интервью), «Столичный стиль», № 4-5, 2008, Васильев Г. П.
Тепловые насосы, Доклад на конференции «Экологичные здания», 30 сентября 2008 года
- Лаборатория дорожного строительства Руденский А. В., Поздняева Л. В., Природные тугоплавкие битумы в дорожном строительстве, «Автомобильные дороги», № 3, 2008, Руденский А. В., Оценка энергозатрат на выполнение строительных и ремонтных работ — объективный критерий технической эффективности принимаемых решений, «Дороги и мосты»: Сборник, вып.17/1, 2007. Страница 37-44 (ФГУП Росдорнии), Городецкий Л. В., Дороги (интервью), «Столичный стиль», № 4-5, 2008, Руденский А. В., Шумик А. Л., Прочностные свойства асфальтовых вяжущих, «Строительные материалы», № 6, 2008, Руденский А. В., Никонова О. Н., Модифицированные асфальтовые вяжущие, «Строительные материалы», № 7, 2008, Руденский А. В., Никонова О. Н. Резинобитумные вяжущие. Различные варианты технологии приготовления, Труды Росдорнии, вып.19/1, 2008, Руденский А. В., Галкин А. С., Исследование деформативных свойств асфальтовых вяжущих, Труды Росдорнии, вып.19/2, 2008, Руденский А. В.

О необходимости существенной переработки ГОСТа на асфальтобетон, Труды Росдорнии, вып.20/1, 2009
- Лаборатория теплозвукоизоляции Личман В. А., Компьютерная инженерная графика (AutoCad): Методическое пособие.- М.: Современная гуманитарная академия, 2008

«Сборник технической информации», № 1, 2008, Личман В. А., Васильев Г. П., Горнов В. Ф., Влияние геометрической неоднородности стен зданий на распределение температуры, «Сборник технической информации», № 1, 2008, Личман В. А., С. И. Дубинский,
Математическое моделирование узлов примыкания оконных блоков к стеновым проемам, «Сборник технической информации», № 1, 2008, Личман В. А., Песков Н. В., Расчёт термического сопротивления окна с учётом теплового излучения стекол, «Сборник технической информации», № 1, 2008, Личман В. А., Дубинский С. И., Нестационарные процессы теплопереноса в трёхслойных ограждающих конструкциях с теплопроводными включениями, «Сборник технической информации», № 2, 2008
- Лаборатория подземных сооружений Левченко А. Н., Ляпидевский Б. В., Федунец Б. И., Пахомов А. В., Лабораторные исследования параметров высокоточных железобетонных блоков для строительства кабельных и канализационных тоннелей. «Горный информационно-аналитический бюллетень», № 12, 2008

## Акционирование ГУП «НИИМосстроя»
Акционирование ГУП «НИИМосстроя» назначено на август 2014 года.